# Isodaphne garrardi
Isodaphne garrardi é uma espécie de gastrópode do gênero Isodaphne, pertencente a família Raphitomidae.